# المستشفى الإندونيسي
المستشفى الإندونيسي هو مستشفى تشغله وزارة الصحة الفلسطينية ومقره مدينة بيت لاهيا في محافظة شمال غزة. أُنشئ بإشراف وتنفيذ مؤسسة ميرسي الإندونيسية وبتمويلٍ  من الشعب الإندونيسي للشعب الفلسطيني. تبلغ مساحة المستشفى 16,261 متراً مربعاً.

## التأسيس
جاءت فكرة إنشاء المستشفى الإندونيسي بعد العدوان الإسرائيلي على غزة عام 2008، حيث لم يكن سوى مستشفى كمال عدوان في منطقة شمال قطاع غزة.
بدأت أعمال بناء مستشفى الطوارئ السريع في قطاع غزة، فلسطين، في 14 مايو 2011 وتم الانتهاء من المرحلة الأولى من أعمال البناء لمستشفى الطوارئ السريع في نهاية أبريل 2012.
بدأ بناء المرحلة الثانية في نوفمبر 2012 وتم الانتهاء منها في فبراير 2014.
في 27 ديسمبر 2015، تم افتتاح المستشفى الإندونيسي في غزة رسميًا وبدأ تشغيله. 
تم الافتتاح بشكل رمزي في 9 يناير 2016
تبلغ المساحة الإجمالية للمبنى الرئيسي 12,672 متراً مربعاً. بلغ إجمالي الأموال اللازمة لبناء هذا المستشفى 126 مليار روبية إندونيسية، كلها جاءت من الحكومة الشعبية الإندونيسية.

## الخدمات
يعمل المستشفى الإندونيسي بسعة 110 أسرة (جراحة وباطنة وعظام)، منها 10 أسرة عناية مركزة. كما ويحتوي جهاز أشعة CT  هو الأحدث في قطاع غزة، وجهاز أشعة فيلوسكوبي ومختبر للدم، وأربع غرف عمليات مجهزة بأعلى التقنيات، وكذلك وحدة العناية المكثفة بسعة عشرة أسرة بأحدث التجهيزات، إضافةً إلى تخصصات طبية تعمل على علاج مختلف الحالات المرضية ويتم حالياً تطوير المستشفى بإضافة طابقين آخرين لها لتتسع لأكبر عدد من المرضى.

## معاناة بسبب الاحتلال الإسرائيلي
يتعرض المستشفى الإندونيسي في كل جولة تصعيد من قبل الاحتلال الصهيوني على غزة إلى أضرارٍ بليغةٍ نتيجة استهداف الاحتلال الصهيوني لأراضٍ زراعية، ومواقع عسكرية تقع بجواره.
وفي 20 نوفمبر أعلنت وزارة الصحة الفلسطينية مقتل 12 من الجرحى والمرافقين جراء استهداف إسرائيلي للمستشفى.
وفي 24 نوفمبر 2023، قال مدير عام وزارة الصحة الفلسطينية بقطاع غزة، إن القوات الإسرائيلية قتلت امرأة فلسطينية خلال اقتحامها المستشفى وسط إطلاق نار كثيف كما تم إصابة 3 فلسطينيين آخرين كانوا جرحى.